# Zoltán Balog (calciatore 1967)
Zoltán Balog (Zalaegerszeg, 6 novembre 1967) è un ex calciatore ungherese, di ruolo difensore.

## Caratteristiche tecniche
Giocava come difensore centrale

## Carriera
Vanta una presenza in nazionale maggiore.